# Hjortserydsjön
Hjortserydsjön är en sjö i Ljungby kommun i Småland och ingår i Lagans huvudavrinningsområde. Sjön är 1,2 meter djup, har en yta på 0,29 kvadratkilometer och är belägen 171 meter över havet. Vid provfiske har abborre och gädda fångats i sjön.

## Delavrinningsområde
Hjortserydsjön ingår i det delavrinningsområde (628800-134977) som SMHI kallar för Ovan Trollabäcken. Medelhöjden är 173 meter över havet och ytan är 31,78 kvadratkilometer. Det finns inga avrinningsområden uppströms utan avrinningsområdet är högsta punkten. Krokån som avvattnar avrinningsområdet har biflödesordning 2, vilket innebär att vattnet flödar genom totalt 2 vattendrag innan det når havet efter 79 kilometer. Avrinningsområdet består mestadels av skog (19 procent) och sankmarker (72 procent). Avrinningsområdet har 0,72 kvadratkilometer vattenytor vilket ger det en sjöprocent på 2,2 procent.